# لويس فوري
لويس فوري هو مغني وملحن ومنتج أسطوانات وعازف بيانو وممثل كندي، ولد في 7 يونيو 1949 في مونتريال في كندا.

## وصلات خارجية
- لويس فوري على موقع IMDb (الإنجليزية)
- لويس فوري على موقع ألو سيني (الفرنسية)
- لويس فوري على موقع ميوزك برينز (الإنجليزية)
- لويس فوري على موقع أول موفي (الإنجليزية)
- لويس فوري على موقع قاعدة بيانات الأفلام السويدية (السويدية)
- لويس فوري على موقع ديسكوغز (الإنجليزية)
- لويس فوري على موقع قاعدة بيانات الفيلم (الإنجليزية)
- لويس فوري على موقع كينوبويسك (الروسية)